# Joachim Schmidt (Politiker, 1934)
Joachim Schmidt (* 22. Juli 1934 in Wismar; † 16. Juni 2009 in Berlin) war ein deutscher Politiker (SPD).
Joachim Schmidt besuchte eine Oberschule und legte 1954 das Abitur ab. Anschließend studierte er Geschichte und Geographie und erhielt 1958 die Lehrberechtigung bis Klasse 10. 1965 setzte er das Studium an der Humboldt-Universität zu Berlin fort und wurde 1967 Diplom-Historiker. Schmidt arbeitete bis Oktober 1990 als wissenschaftlicher Mitarbeiter am Museum für Deutsche Geschichte. 
Im Zuge der Wende in der DDR trat Schmidt im Januar 1990 der SPD bei und konnte bei der Berliner Wahl im Dezember 1990 das Direktmandat für den Wahlkreis 2 im Bezirk Pankow im Abgeordnetenhaus von Berlin gewinnen. Im September 1992 schied er aus dem Parlament aus, sein Nachrücker wurde daraufhin Knut Herbst.